# Encephalartos ghellinckii
Encephalartos ghellinckii  (лат.) — вечнозелёное древовидное растение рода Энцефаляртос (Encephalartos). Видовое название дано в честь Ed de Ghellink de Walle, бельгийского садовника и любителя ботаники 19-го века.
Ствол 3 м высотой 30-40 см диаметром. Листья длиной 100 см, тёмно-зелёные или сине-зелёные, тусклые, хребет желтоватый, прямой, жёсткий; черенок загнутый, без колючек. Листовые фрагменты линейные; средние - 8-14 см длиной, шириной 2-4 мм. Пыльцевые шишки 1-5, узко яйцевидные, жёлтые, длиной 20-25 см, 6-8 см диаметром. Семенные шишки 1-5, яйцевидные, жёлтые, длиной 20-25 см, 12-15 см диаметром. Семена продолговатые, длиной 25-30 мм, шириной 15-20 мм, саркотеста жёлтая.
Эндемик ЮАР (Восточно-Капская провинция, Квазулу-Наталь). Растёт на высотах от 700 до 2400 м над уровнем моря. Среда обитания варьируется от горных лугов до скалистых обнажений в скалах из песчаников. Климат мягко жаркий летом. Зима очень холодная со снегом на больших высотах. Прибрежные районы имеют мягкий зимний климат.
Главная угроза для этого вида сбор для декоративных целей. Слишком частые пожары могут повлиять на определенные группы популяции. Популяции защищены в uKhahlamba Drakensberg Park и Mpendle Nature Reserve.